# (3075) Bornmann
(3075) Bornmann est un astéroïde de la ceinture principale.

## Description
(3075) Bornmann est un astéroïde de la ceinture principale. Il fut découvert le 1er mars 1981 à Siding Spring par Schelte J. Bus. Il présente une orbite caractérisée par un demi-grand axe de 2,27 UA, une excentricité de 0,13 et une inclinaison de 10,0° par rapport à l'écliptique.

## Compléments